# Cincinnati Open 2013
Il Cincinnati Open 2013 (conosciuto anche come Western & Southern Open per motivi di sponsorizzazione) è stato un torneo di tennis giocato sul cemento. È stata la 112ª edizione del torneo maschile e l'82ª di quello femminile, che fa parte della categoria Masters 1000 nell'ambito dell'ATP World Tour 2013, e della categoria Premier nell'ambito del WTA Tour 2013. Sia il torneo maschile che quello femminile si sono giocati al Lindner Family Tennis Center di Mason, vicino a Cincinnati, in Ohio negli USA, fra il 10 e il 18 agosto 2013.

## Partecipanti ATP

### Teste di serie
| Nazionalità | Giocatore             | Ranking* | Testa di serie |
| ----------- | --------------------- | -------- | -------------- |
| Serbia      | Novak Đoković         | 1        | 1              |
| Regno Unito | Andy Murray           | 2        | 2              |
| Spagna      | David Ferrer          | 3        | 3              |
| Spagna      | Rafael Nadal          | 4        | 4              |
| Svizzera    | Roger Federer         | 5        | 5              |
| Rep. Ceca   | Tomáš Berdych         | 6        | 6              |
| Argentina   | Juan Martín del Potro | 7        | 7              |
| Francia     | Richard Gasquet       | 9        | 8              |
| Svizzera    | Stan Wawrinka         | 10       | 9              |
| Giappone    | Kei Nishikori         | 11       | 10             |
| Germania    | Tommy Haas            | 12       | 11             |
| Canada      | Milos Raonic          | 13       | 12             |
| Spagna      | Nicolás Almagro       | 14       | 13             |
| Italia      | Fabio Fognini         | 16       | 14             |
| Francia     | Gilles Simon          | 17       | 15             |
| Polonia     | Jerzy Janowicz        | 18       | 16             |

* Le teste di serie sono basate sul ranking al 5 agosto 2013.

### Altri partecipanti
I seguenti giocatori hanno ricevuto una wild card per il tabellone principale:
- Brian Baker
- James Blake
- Ryan Harrison
- Jack Sock

I seguenti giocatori sono passati dalle qualificazioni: 

- Benjamin Becker
- David Goffin
- Dmitrij Tursunov
- Pablo Andújar
- Mackenzie McDonald
- Édouard Roger-Vasselin
- Adrian Mannarino

## Partecipanti WTA

### Teste di serie
| Nazionalità | Giocatrice          | Ranking* | Teste di serie |
| ----------- | ------------------- | -------- | -------------- |
| Stati Uniti | Serena Williams     | 1        | 1              |
| Bielorussia | Viktoryja Azaranka  | 2        | 2              |
| Russia      | Marija Šarapova     | 3        | 3              |
| Polonia     | Agnieszka Radwańska | 4        | 4              |
| Cina        | Li Na               | 5        | 4              |
| Italia      | Sara Errani         | 6        | 6              |
| Rep. Ceca   | Petra Kvitová       | 7        | 7              |
| Francia     | Marion Bartoli      | 8        | 8              |
| Germania    | Angelique Kerber    | 9        | 9              |
| Danimarca   | Caroline Wozniacki  | 10       | 10             |
| Australia   | Samantha Stosur     | 11       | 11             |
| Italia      | Roberta Vinci       | 12       | 12             |
| Belgio      | Kirsten Flipkens    | 13       | 13             |
| Serbia      | Jelena Janković     | 14       | 14             |
| Serbia      | Ana Ivanović        | 15       | 15             |
| Russia      | Marija Kirilenko    | 16       | 16             |

* Le teste di serie sono basate sul ranking al 5 agosto 2013.

### Altre partecipanti
Le seguenti giocatrici hanno ricevuto una wild card per il tabellone principale:
- Lauren Davis
- Daniela Hantuchová
- Bethanie Mattek-Sands

Le seguenti giocatrici sono passate dalle qualificazioni: 

- Sofia Arvidsson
- Annika Beck
- Eugenie Bouchard
- Jana Čepelová
- Marina Eraković
- Polona Hercog
- Vania King
- Karin Knapp
- Petra Martić
- Andrea Petković
- Mónica Puig
- Anna Tatišvili

Lucky Loser:
- Monica Niculescu

## Punti e montepremi

### Distribuzione punteggio
| Turno                       | Singolare maschile | Doppio maschile | Singolare femminile | Doppio femminile |
| --------------------------- | ------------------ | --------------- | ------------------- | ---------------- |
| Campioni                    | 1000               | 1000            | 900                 | 900              |
| Finalisti                   | 600                | 600             | 620                 | 620              |
| Semifinalisti               | 360                | 360             | 395                 | 395              |
| Quarti di finale            | 180                | 180             | 225                 | 225              |
| Terzo turno                 | 90                 | 90              | 125                 | 125              |
| Secondo turno               | 45                 | 10              | 70                  | 5                |
| Primo turno                 | 10                 | –               | 1                   | –                |
| Qualificati                 | 25                 | –               | 30                  | –                |
| Ultimo turno qualificazioni | 16                 | –               | 20                  | –                |
| Primo turno qualificazioni  | -                  | –               | 1                   | –                |

### Premi in denaro
I premi sono espressi in dollari americani. 
| Stage                       | Singolare maschile | Doppio maschile | Singolare femminile | Doppio femminile |
| --------------------------- | ------------------ | --------------- | ------------------- | ---------------- |
| Campioni                    | 535 600 $          | 165 860 $       | 385 000 $           | 110 000 $        |
| Finalisti                   | 256 220 $          | 81 200 $        | 192 000 $           | 55 000 $         |
| Semifinalisti               | 132 165 $          | 40 730 $        | 96 100 $            | 27 525 $         |
| Quarti di finale            | 67 205 $           | 20 910 $        | 45 750 $            | 13 850 $         |
| Terzo turno                 | 34 900 $           | 10 800 $        | 22 060 $            | 7000 $           |
| Secondo turno               | 18 400 $           | 5700 $          | 11 300 $            | 3500 $           |
| Primo turno                 | 9935 $             | –               | 6100 $              | –                |
| Ultimo turno qualificazioni | 2290 $             | –               | 2050 $              | –                |
| Primo turno qualificazioni  | 1165 $             | –               | 1080 $              | –                |

## Campioni

### Singolare maschile
Rafael Nadal ha sconfitto in finale  John Isner per 7–6(8), 7–6(3).
- È il cinquantanovesimo titolo in carriera per Nadal, nono dell'anno, ventiseiesimo Masters 1000 in carriera, quinto dell'anno.

### Singolare femminile
Viktoryja Azaranka ha sconfitto in finale  Serena Williams per 2–6, 6–2, 7–6(6).
- È il diciassettesimo titolo in carriera per Azaranka, terzo dell'anno.

### Doppio maschile
Bob Bryan /  Mike Bryan hanno sconfitto in finale  Marcel Granollers /  Marc López per 6–4, 4–6, [10–4].

### Doppio femminile
Hsieh Su-wei /  Peng Shuai hanno sconfitto in finale  Anna-Lena Grönefeld /  Květa Peschke per 2–6, 6–3, [12–10].